# Ботон (рассказ)
«Ботон» (англ. Bothon) — рассказ американского писателя Говарда Филлипса Лавкрафта, написанный в сотрудничестве с Генри Уайтхедом в 1932 году. Впервые опубликован в августе 1946 года в журнале «Amazing Stories». Рассказ приводит истории последних дней Атлантиды.

## Сюжет
Пауэрс Мередит живет в своей квартире в Нью-Йорке, где изучает литературу и свои сновидения. Во снах ему являются видения битв, которые он записывает и о которых рассказывает доктору Коулингтону. Мередит говорит фразы на языке из снов: «Ай, Ай, Р'лайх! - Иех нья; - зох, зох-ан-нух! Айот, Айот, - наткаль-о, до йан кхо тхуттхут!». В своих снах он является генералом провинции Лудекты (в Атлантиде). 
Ботон посещал города на острове и материке, и однажды стал военачальником. Через несколько лет в провинции произошел мятеж фабричных рабов - омерзительных полуобезьян Гья-Хау. Ботон был призван защищать столицу атлантов Алу. Подавив бунт он стал героем. Впоследствии Болтон возглавил армию и захватил дворец императора, взяв в жены его дочь. Однажды катастрофическое землетрясение сотрясает город. Ботон теряет три четверти своей армии. Армия побеждена, а Ботон оказывается в самом глубоком подземелье столицы, в плену.
Мередит просыпается и ощущает, что видел события прошлого. Он рассказывает все доктору, который уже встречал эти слова у безымянного пациента "Смита" в больнице Коннектикут, который обладал наследственной памятью. Меррит обнаруживает, что есть и другие люди из его собственного бодрствующего мира, которые повторяли тот же сон, и говорили на том же языке, и, похоже, они все являются частью общего сна или галлюцинации древних времен.
Мередит погружается в сон при помощи снотворного и возвращается в сознание Ботона, который заперт в темнице. Ботон видит как уже несколько дней город постепенно разрушается от землетрясения и наконец разрушает и стену тюрьмы. В финале Болтон спасет жену и они вместе наблюдают за тем, как Атлантиду уничтожает огромная приливная вола, положив конец их цивилизации.

## Персонажи
- Пауэрс Мередит (англ. Powers Meredith) — главный герой, человек из того времени, когда была написана история (1930), сновидец. Во сне он генерал Болтон, служащий Атлантиде в его родной провинции Лудекты.
- Старый Кавана (англ. Old Cavanagh) — старик и сосед Мередита.
- Доктор Коулингтон (англ. Dr. Cowlington) — врач, работал тогда стажером в Государственной больнице Коннектикута для душевнобольных. В течение двух лет я был помощником доктора Флойда Хэвиленда.
- Нетвисса Ледда (англ. Netvis Ledda) — жена Болтона.
- Нетвиса Толдон (англ. Netvis Toldon) — брат императора.
- Старый Тараба (англ. Old Tarba) — генералиссимус.
- Смит (англ. Smith) — пациент в больнице Коннектикуа, который обладал наследственной памятью о событиях в Атлантиде.
- Бал, Владыка Полей (англ. Bal, Lord of Fields) — предсказатель.
- Ка-Калбо Нетро (англ. Ka-Kalbo Netro) — военный.
- Элтона Барко (англ. Elton Barko) — командующий легиона.

## Вдохновение
Генри С. Уайтхед создал в литературе концептуализации вуду и сопутствующих ему знаний о зомби в популярной культуре. Им также восхищались члены «Круга Лавкрафта» , включая самого Лавкрафта. Ботон, как и во многих историях Уайтхеда, является очень ранним образом карибскоих мотивов, которые в конечном итоге станут популярным явлением. В данном случае идея карибского местоположения затерянного города (и мировой империи) Атлантиды.
Авгус Дерлет, возможно, так же внес небольшие правки при публикации рассказа в своем сборнике. 

## География
- Лудекта (англ. Ludekta) — провинции в Му.
- Алу (англ. Alu) — столица провинции в Атлантиды.
- Гуа (англ. Ghua) — центральная восточная провинция.
- Аглад-Дхо (англ. Aglad-Dho) — объединенная столица юго-восточных провинций Йиш, Кнан и Буатон (англ. Yish, Knan, and Buathon).
- Лемурия (англ. Lemuria) — отдаленные земли.
- Антилея (англ. Antillea) — тропические земли.
- Южные регионы (англ. Southern regions) — там росли тутовые деревья (англ. mulberry trees).
- А-Уах-Йи (англ. A-Wah-Ii) — великие горы на материке.
- Тхаран-Йюд (англ. Tharan-Yud) — горы в Лудекте.